# Жовківський цвинтар (Львів)
Жовківський цви́нтар (пол. Cmentarz Żółkiewski we Lwowie), або цвинтар на Папарівці — колишній цвинтар у Жовківському передмісті Львова. Назва походить від прізвища львівської містянської грецько-італійської родини Папарів (пол. Papara), вихідців з грецького міста Яніна. Родина Папарів у середині XVIII століття виділила зі свого маєтку частину землі та подарувала місту під цвинтар.
Цвинтар на Папарівці розташовувався з північного боку підніжжя Високого замку між сучасними вулицями Замковою та Папарівкою. Нині певна частина цвинтаря опинилася під колією залізничної станції Підзамче, а більшу ділянку колишнього цвинтаря займають приватні оселі по вул. Замковій 21 і 23 та промислова зона Львова.

## Історія
Жовківський цвинтар виник у середині XVII століття за межами міста Львова під час пандемії чуми. Тоді в середмісті Львова бракувало місць на поховань померлих. Тому родина Папарів (гербу Папарона) виділила зі свого маєтку земельну ділянку та подарувала її місту для створення на ній цвинтаря. Тут почали ховати померлих від чуми, самогубців та дуелянтів, яких згідно з середньовічними переконаннями не могли ховати в освячену землю біля храму.
Папарівка — один з перших заміських морових цвинтарів України, який після прогресивних декретів австрійського імператора Йозефа ІІ став одним з перших заміських цвинтарів, на якому почали захоронювати людей за загальноприйнятими європейськими традиціями.
Цвинтар на Папарівці розташовуваввся з північної сторони підніжжя пагорбу Високого замку між сучасними вулицями Замковою та Папарівкою. У порівнянні з розташуванням заміських цвинтарів Папарівка вирізнялася своїми «сусідами». Поруч з Жовківським цвинтарем, у затишному буковому гаю, колись розташовувалися василіянський монастир та церква Івана Богослова, засновані львівським містянином Симеоном Содомою у 1640 році на території свого фільварку. 1667 року Іван Сльозка. подарував цю земельну ділянку отцям-василіянам. Церква та монастир знаходилися на сучасній вулиці Замковій, біля залізничної станції Підзамче. Перша дерев'яна церква і монастир, які заклали тут василіани, постраждали під час облоги Львова 1648 року. Наступного року церкву відновив настоятель василіанського монастиря — отець Паісій. У 1679 році дерев'яна церква була розібрана братчиками василіанського братства, а на її місті постала нова церква з тесаного каменю. Монастирські келії, які прилягали до неї, залишилися тоді дерев'яними. Колись біля церкви Святого Івана Богослова знаходився церковний цвинтар. Монастир, церква та цвинтар знаходилися на невисокому пагорбі, оточеному мурованою огорожею. Нижче від монастиря тоді містився маєток з фільварком, що належав заможній родині міських патриціїв Папарів. 1736 року Костянтин Папара подарував монастиреві земельну ділянку, яка межувала з монастирем. Цвинтар на Папарівці хоч і містився поруч із церковним при церкві святого Івана Богослова, але був заснований, значно раніше (близько 1660 року).
У результаті першого поділу Речі Посполитої землі Галичини увійшли до складу Монархії Габсбургів (з 1804 року — Австрійської імперії), а Львів став адміністративним центром коронної землі — Королівства Галичини та Володимирії. У другій половині XVIII століття у середмісті давнього Львова налічувалося сім цвинтарів, які знаходилися біля храмів та займали територію площею 36 гектарів. Така кількість цвинтарів та відповідно повна антисанітарія (скупчення щоденних побутових відходів, загадженість бруківки міських вулиць людськими нечистотами тощо), а ще й до того давні фортифікаційні укріплення Львова остаточно втратили своє оборонне значення та через свій незадовільний стан перетворювалися на купи битої цегли та каміння. Рови, які вже давно не використовувалися, заповнювалися різним непотребом, сміттям.
11 грудня 1783 року у віденській Надвірній канцелярії вийшов декрет, згідно якого магістрати усіх провінцій імперії Габсбургів повинні були ліквідувати усі цвинтарі при храмах та протягом чотирьох тижнів виділити за містом спеціальні ділянки для облаштування на них місць для поховань (цвинтарів). Це також стосувалося й Галичини, а тому 22 січня 1784 року цей декрет був опублікований Галицьким намісництвом у Львові. Це нічого не дало, оскільки й через термін, вказаний у декреті, люди продовжували ховати померлих навколо храмів і тому процес з влаштування заміських цвинтарів тривав ще декілька років.
Наприкінці XVIII століття почали зноситися середньовічні оборонні укріплення Львова, що призвело до стрімкого збільшення території міста, а саме злиття міста з колишніми передмістями, утворюючи ділянку площею 31,9 км². Збільшення території «потягнуло» за собою збільшення чисельності населення міста, а разом із тим, через постійні спалахи епідемій смертність серед населення зростала. Саме велика смертність і призвела до нестачі місць для поховання навколо храмів. Пізніше місто було поділено на п'ять дільниць, одна з яких, а саме третя або Жовківська дільниця м. Львова отримала право ховати померлих на Жовківському цвинтарі.
Австрійський імператор Йосиф ІІ своїм декретом 1783 року ліквідував усі цвинтарі, що знаходилися при храмах у середмісті Львова, а у свою чергу Папарівка та інші тогочасні львівські цвинтарі — Личаківський, Стрийський та Городоцький, набула статусу заміського цвинтаря, на якому почали ховати львів'ян згідно з нових європейських традицій. Розташований внизу при вул. Жовківській Жовківський цвинтар підіймався на південь та горбистою поверхнею йшов до підніжжя Замкової гори. 1817 року львівський маґістрат розширив його межі, відкупивши сусідні земельні ділянки від родин Гесів та Прухніцьких. Тоді цвинтар займав територію площею 13 450 м². Ця площа відповідала території майбутнього залізничного вокзалу на Підзамчі та залізничної колії, яка збудована на початку ХХ століття та прямувала до Бродів. Цвинтар служив місцем вічного спочинку львів'ян більше як 200 років. На ньому стояло чимало мистецьких гробівців з епохи ампіру та бідермаєру.
Жовківський цвинтар був закритий для поховань у 1856 році. У 1868 році магістрат віддав північну частину цвинтаря під будівництво залічної станції на Підзамчі. Закритий цвинтар почав руйнуватись, частину його надмогильних пам'ятників перенесли на Личаківське і Городоцьке кладовища. Під час будівництва залізничної станції та залізничної колії на Броди у 1860-х роках було знищено багато могил. Зовнішній стан цвинтаря у 1868 році описав відомий львівський дослідник Антоні Шнайдер: «Воістину прикрий вигляд представляє цей цвинтар, де повідкривані могили, порозкидані кістки й зогнилі дошки трун переймають найбільшим жалем, бо це здебільшого останки людей убогих, яких не було навіть кому перенести. Нещасливим за життя не дано навіть після смерті мати спокій, на який заслужили собі своїм терпінням. Сумний то насправді поступ нашого віку».
На початку ХХ століття цвинтар на Папарівці було повністю зруйнований, а рештки надгробних пам'ятників використали місцеві мешканці під фундаменти для своїх будинків.
Сьогодні вже немає цвинтаря на Папарівці, василіянського монастиря та церкви Івана Богослова, які межували з ним. Рештки поруйнованих пам'ятників Жовківського цвинтаря стояли на схилах Високого замку над залізничною станцією Підзамче ще у 1990-х роках, де-не-де з-під землі стирчали останні рештки зруйнованих надгробків колишнього цвинтаря. Останні надгробки Папарівки встиг зафіксувати для потомків відомий львівський фотограф Юліян Дорош. Тепер від нього вже майже нічого не залишилося, зберігся лише фундамент від фігури Івана Хрестителя, яка стояла у цвинтарній капличці з північного боку Високого замку. Значна частина цвинтаря тепер опинилася під колією залізничної станції Львів — Підзамче, на ній стоять також приватні житлові будинки при вул. Замковій, 21 і 23, а решта території колишнього цвинтаря використовується як промислова зона.

## Поховання
22 жовтня 1868 року з Жовківського цвинтаря на п'яте поле Личаківського перенесено останки та надгробний пам'ятник польського письменника, поета, історика, літературного критика та видавця Станіслава Яшовського та його дружини Вікторії з Ланґурських завдяки старанням їхніх товаришів. На Личаківський цвинтар було перенесено також надгробок греко-католицького священика, професора біблійних наук та ректора Львівського університету Якова Геровського. 5 серпня 1925 року інженером Р. Сєкерським з технічного департаменту м. Львова був виконаний ситуаційний план Жовківського цвинтаря (тої частини, яка залишилася під Замковою горою).
На Папарівці було поховано багато представників родин австрійських посадовців. Тут знаходилися поховання Блеймів, Плодерів, Ґлянзів, Міллерів, Дресхерів, Кастлерів та інших. Як приклад, найдавніший, збережений до 1889 року надгробок жовківського цвинтаря походив з 1817 року та належав львівській містянці Барбарі Кастлер., У 1924 році на Жовківському цвинтарі було 25 пам'ятників вартих уваги, у тому числі й давні надгробні кам'яні плити, найдавніша з яких, на жаль, безіменна походила з 1798 року. Наступних дві, прикрашених у верхній частині рельєфним зображенням хреста у вінку, а у нижній — клепсидрою з двома опущеними донизу згасаючими смолоскипами — надгробні плити Катерини з Костжинських Яремкевичевої та Марціна Мотилеського датувалася 1817 роком.
Найбільшу мистецьку вартість цвинтаря становили різьблені у камені гробівці у стилі ампір (імовірно, різця скульптора Антона Шімзера) — Йозефа та Франца Кісельків, власників бровару на Підзамчі, виконані у стилі ампіру (імовірно, різця Антона Шімзера). Перший гробівець був виконаний з теребовлянського пісковику та оздоблений рельєфами у вигляді амфорних урн, пальмових гілок та Всевидячого ока. Другий гробівець стояв над мурованою криптою, горизонтальна плита якої була прикрашена рельєфними зображеннями клепсидри та двома амфорними урнами з обох боків. Вертикальна частина над гробівцем була вирішена у вигляді прямокутного блоку з пілястрами, над якими був посаджений архітрав з різьбленим карнизом, завершений трикутним тимпаном з рельєфами двох сидячих навпроти себе ангелів зі смолоскипами у руках. На увагу заслуговувала також вертикальна кам'яна плита з різьбленим фризом на могилі Кшиштофа Юзефа Ґлянца з 1830 року. Оригінальним був також знищений надгробок Марії Чацької, померлої 21 березня 1836 року, оздоблений амфорною урною, на фоні якої був вирізьблений хрест і два смолоскипи.
На початку ХХ століття на Жовківському цвинтарі ще стояв надгробок українського священика з Сучави Сергія Томовича, датований 1848 роком.